# Addison Frei
Addison Frei (* 22. Januar 1992 in Lawrence/Kansas) ist ein amerikanischer Jazzmusiker (Piano, Komposition).

## Wirken
Frei trat bereits als Zehnjähriger auf. Er studierte zunächst an der University of North Texas, wo er mit summa cum laude abschloss, seit 2014 an der Juilliard School in New York. Mit der One O’Clock Lab Band nahm er am Next Generation Jazz Festival in Monterey teil. Mit seinem AMP Trio, zu dem Bassist Perrin Grace und Drummer Matt Young gehören, tourte er kreuz und quer durch die USA; mit dieser Band ist er auf den Alben Two Twos und Lab 2013 zu hören. Als Rhythmusgruppe begleitete das AMP Trio Aaron Hedenstrom, Adam Hutcheson und Spenser Liszt im Aufnahmestudio. Das AMP Trio absolvierte eine Japan-Tournee mit Sängerin Tahira Clayton. Für sein Single- und Musikvideo Postcard (2016) hat Frei bereits zuvor mit Clayton zusammengearbeitet. Zudem erforschte er politische Themen mit einer (digitalen) EP, Future Speak (2017).
2014 legte er sein Debütalbum Intentions (Armored Records) vor, dem 2016 Transit folgte, auf dem auch Janis Siegel zu hören ist. Im Trio (mit Tamir Shmerling und Mario Gonzi) erschien 2018 das Album No Defense bei TCB. 2020 begleitete er Kristiana Roemer auf ihrem Album House of Mirrors. Er ist auch auf den Alben mit Owen Broders Cowboys and Frenchmen und auf Mark Lewandowskis Album Under One Sky (2021, mit Kush Abadey) zu hören.
Frei hat zahlreiche Wettbewerbe gewonnen, zuletzt 2016 die UNISA International Jazz Piano Competition und 2017 die Parmigiani Montreux Jazz Piano Solo Competition und den DC Jazz Prix. Als Komponist wurde er bereits zweimal für seine Werke und seine fantasievollen Arrangements mit dem Herb Alpert Young Jazz Composers Award der ASCAP ausgezeichnet.